# Acanthochondria fraseri
Acanthochondria fraseri är en kräftdjursart som beskrevs av Ho 1972. Acanthochondria fraseri ingår i släktet Acanthochondria och familjen Chondracanthidae. Inga underarter finns listade i Catalogue of Life.